# Pierre-Alfred Grimardias
Pierre-Alfred Grimardias (Maringues, 21 settembre 1813 – Rocamadour, 27 maggio 1896) è stato un vescovo cattolico francese, vescovo di Cahors dal 1866 al 1896.

## Biografia
Grimardias nacque a Maringues, nel dipartimento del Puy-de-Dôme, nel 1813.
Venne ordinato sacerdote il 23 dicembre 1837 dal vescovo di Clermont Louis-Charles Féron. Il 9 luglio 1862 fu nominato dall'imperatore Napoleone III cavaliere dell'ordine della Legion d'Onore.
Il 6 gennaio 1866 lo stesso imperatore lo nominò vescovo di Cahors, ricevendo l'investitura canonica di papa Pio IX il 22 giugno successivo. Ricevette la consacrazione episcopale il 6 agosto 1866 dalle mani di Louis-Charles Féron, vescovo di Clermont, co-consacranti i vescovi Pierre-Antoine-Marie Lamouroux de Pompignac, vescovo di Saint-Flour, e Pierre-Marc Le Breton,  vescovo di Le Puy-en-Velay.
Durante i suoi 30 anni di episcopato fece eseguire numerosi lavori di restauro sul coro della cattedrale di Saint-Étienne di Cahors, sul palazzo episcopale (oggi museo), sul castello di Mercuès e sui santuari di Rocamadour.
Morì a Rocamadour nel 1896, all'età di 82 anni.

## Genealogia episcopale e successione apostolica
La genealogia episcopale è:
- Cardinale Guillaume d'Estouteville, O.S.B.Clun.
- Papa Sisto IV
- Papa Giulio II
- Cardinale Raffaele Sansone Riario
- Papa Leone X
- Papa Paolo III
- Cardinale Francesco Pisani
- Cardinale Alfonso Gesualdo di Conza
- Papa Clemente VIII
- Cardinale Pietro Aldobrandini
- Cardinale Laudivio Zacchia
- Cardinale Antonio Barberini, O.F.M.Cap.
- Cardinale Nicolò Guidi di Bagno
- Arcivescovo François de Harlay de Champvallon
- Cardinale Louis-Antoine de Noailles
- Vescovo Jean-François Salgues de Valderies de Lescure
- Arcivescovo Louis-Jacques Chapt de Rastignac
- Arcivescovo Christophe de Beaumont du Repaire
- Cardinale César-Guillaume de la Luzerne
- Arcivescovo Gabriel Cortois de Pressigny
- Arcivescovo Hyacinthe-Louis de Quélen
- Vescovo Louis-Charles Féron
- Vescovo Pierre-Alfred Grimardias

La successione apostolica é
- Vescovo Léon Jules Marie Bélouino (1880)
- Cardinale Guillaume-Marie-Romain Sourrieu (1882)